# 国民革命军总司令部
國民革命軍總司令部，成立於民國15年（1926年），是國民革命軍展開北伐時所設置的最高層級之軍事指揮機關。當年7月7日，國民政府公布《國民革命軍總司令部組織大綱》，並依此法條設立該機關，總司令由蔣介石擔任，後來改名為陸海軍總司令部，於1928年被國民政府取消，其職權改隸於軍政部及參謀本部。